# Danijil Vasiljevič Šuhanov
Danijil Vasiljevič Šuhanov (rusko Даниил Васильевич Шуханов), ruski general moldavskega rodu, * 1745, † 1814.
Bil je eden izmed pomembnejših generalov, ki so se borili med Napoleonovo invazijo na Rusijo; posledično je bil njegov portret dodan v Vojaško galerijo Zimskega dvorca.

## Življenje
Leta 1755 je vstopil v Bahmucki huzarski polk, s katerim se je udeležil dveh rusko-turških vojn ter dveh vojn proti poljskim vstajnikom (1792, 1794). 20. junija 1799 je bil povišan v polkovnika ter sodeloval v svoji tretji rusko-turški vojni (1806-12).
Med veliko patriotsko vojno je bil v sestavi Olviopolskega huzarskega polka. 15. septembra 1813 je bil povišan v generalmajorja.